# Bronyćka Huta
Bronyćka Huta (ukr. Броницька Гута) – wieś na Ukrainie, w obwodzie żytomierskim, w rejonie nowogrodzkim. W 2001 roku liczyła 1034 mieszkańców.